# Luke Steyn
Luke Steyn (* 7. června 1993 Harare) je reprezentant Zimbabwe v alpském lyžování.
Kvalifikoval se na ZOH 2014 a stal se tak prvním reprezentantem Zimbabwe.

## Život a kariéra
Steyn se narodil v roce 1993 v Harare, hlavním městě Zimbabwe, kde strávil své první dva roky života. Ve věku dvou let se přestěhoval s rodinou do Zugu (Švýcarsko), kde byl od devíti let trénován. První svých závodů, Slalomových závodů mládeže v norském lyžařském středisku Geilo, se účastnil v listopadu 2008. O pouhé tři dny později, dokončil svůj první závod za dospělé, Super-G v Hemsedal, kde dojel na 149. místě. Ze začátku měl potíže, často se ani nedostal do závodu, málokdy se vešel do top 30. Tehdy jeho největším úspěchem bylo páté místo v mládežnickém závodě v italském Champoluc v lednu 2011. V průběhu tohoto roku se mu už dařila umístění v top 30. Steyn nasbíral další zkušenosti v prosinci 2013 na různých závodech v USA v lyžařském středisku Mammoth Mountain v Kalifornii. Přesto že absolvoval šest různých disciplín v pouhých devíti dnech, čtyřikrát se umístil do top 12.
Poté začal studovat obchodní administrativu na Univerzitě v Boulderu. Zde se připojil k lyžařskému týmu USCSA a reprezentoval jej v mnoha dalších závodech.V létě 2013 se úspěšně kvalifikoval, jako první reprezentant Zimbabwe v historii, na Zimní olympijské hry 2014 v Soči. Mezinárodní olympijský výbor mu v roce 2013 udělil tzv. olympijské stipendium.
Na ZOH v obřím slalomu skončil na 57. místě, ve slalomu závod nedokončil.